# Sudán en los Juegos Olímpicos de Pekín 2008
Sudán estuvo representado en los Juegos Olímpicos de Pekín 2008 por nueve deportistas, cinco hombres y cuatro mujeres, que compitieron en dos deportes.
El portador de la bandera en la ceremonia de apertura fue el atleta Abubaker Kaki Jamis.

## Medallistas
El equipo olímpico sudanés obtuvo las siguientes medallas:
| Nombre              | Deporte   | Competición |
| ------------------- | --------- | ----------- |
| Oro                 |           |             |
| —                   |           |             |
| Plata               |           |             |
| Ismail Ahmed Ismail | Atletismo | 800 m M     |
| Bronce              |           |             |
| —                   |           |             |